# Sokollu Mehmet Paşa
Mehmet Sokullu, of Sokollu Mehmet Paşa (Turks) of Мехмед-паша Соколовић (Mehmed-paša Sokolović, Servo-Kroatisch) (Sokolivići , 1505 of 1506 - Constantinopel, 11 oktober 1579) was een generaal, gouverneur en later grootvizier uit het Janitsarenkorps in het Osmaanse Rijk tijdens de sultans Süleyman I, Selim II en Murat III. Hij was de eerste grootvizier die achter de schermen de macht in handen had.

## Jeugd en begin carrière
Mehmet Sokullu werd geboren in Sokolivići, een gehucht in de buurt van Rudo (tegenwoordig in oostelijk Bosnië en Herzegovina), in een Servisch Orthodoxe familie van herders. Waarschijnlijk was zijn echte naam Bajica. Servië was kort daarvoor ingelijfd bij het Osmaanse Rijk. In 1516, ongeveer 10 jaar oud, werd Mehmet onder het systeem van devşirme gerekruteerd voor het slavenleger van de sultan.
Mehmet werd naar Constantinopel gestuurd, waar hij als begaafd kind een goede opleiding in de paleisschool kreeg en tot moslim werd bekeerd. Vanaf dat moment heette hij Mehmet. Hij bleek een buitengewoon goede leerling, en maakte daarom snel carrière. Als onderofficier nam hij deel aan de slag bij Mohács (1526) en het beleg van Wenen (1529). Toen admiraal Heyraddin Barbarossa in 1546 stierf werd hij benoemd tot admiraal van de Osmaanse vloot. In de daaropvolgende vijf jaar bouwde hij het arsenaal van de vloot op.

## Mehmet Sokullu als legeraanvoerder
In 1551 werd hij gouverneur (beylerbey) van Rumelië, waarbij hij een paleis in Sofia ter beschikking kreeg. Tijdens een bezoek aan zijn geboortestreek schijnt hij zijn oorspronkelijke familie te hebben terug gevonden. 
Als gouverneur van Rumelië leidde Mehmet Sokullu de Osmaanse legers tegen de Duitse keizer Karel V. Mehmet veroverde een aantal steden in Vojvodina en westelijk Wallachije, maar kreeg te maken met een opstand in Transsylvanië onder Đorđe Utješenović. Nadat Mehmet er niet in slaagde Timișoara te veroveren begon hij onderhandelingen met Utješenović, maar die werd eind 1551 vermoord. Daarna hervatte Mehmet de campagne en veroverde het hele Banaat, waarbij ook Timișoara in Turkse handen viel. Een verdere opmars van de Turken in Hongarije werd gestopt bij Eger, dat in 1552 tevergeefs belegerd werd.
Ondanks de verliezen die bij deze campagne op de noordelijke Balkan werden geleden verklaarde sultan Süleyman de oorlog aan Safawide Perzië. Mehmet Sokullu, door de sultan als zijn beste generaal beschouwd, werd naar Perzië gestuurd. Ook in deze oorlog wist hij zich te onderscheiden, waarna Süleyman hem als persoonlijke adviseur ging beschouwen. In 1555 benoemde hij hem tot derde vizier.
Zijn eerste taak als vizier was een opstand in Thessaloniki neer te slaan, die werd geleid door iemand die beweerde de (eerder ter dood gebrachte) zoon van de sultan, Mustafa, te zijn. De opstand werd neergeslagen en de leider werd opgehangen.
Een andere zoon van de sultan, Bayezid, gouverneur van de provincie Karaman, kwam in 1559 in opstand. De reden was dat Süleyman zijn zoon Selim had aangewezen als opvolger. Ook dit keer was het Mehmet Sokullu die de opstand neersloeg door Bayezid bij Konya te verslaan. Bayezid vluchtte daarop naar Perzië maar Mehmet haalde de sjah over Bayezid en zijn vier zoons uit te leveren, waarop Mehmet ze in opdracht van de sultan ter dood liet brengen.

## Servisch-orthodoxe kerk en familie
Na zijn hereniging met zijn familie zette Mehmet zich in voor de Servisch-orthodoxe Kerk. In 1557 haalde hij sultan Süleyman over het eerder officieel ontbonden patriarchaat van Peć weer in te stellen (de Turken hadden de Servisch-orthodoxe kerk proberen samen te voegen met de Grieks-orthodoxe kerk). De eerste patriarch was Makarije Sokolović, waarschijnlijk een broer of neef van Mehmet.
Meer van Mehmets familieleden zouden profiteren van diens positie: Antonije Sokolović, een neef, werd de Servisch-orthodoxe bisschop van Hum (Herzegovina), een ander neef, Mustafa-beg Sokolović, werd gouverneur van Bosnië.

## Mehmet Sokullu als Grootvizier
De ouder wordende sultan Süleyman en diens zoon Selim gingen Mehmet steeds meer vertrouwen. Op 17 augustus 1562 trouwde hij met Selims dochter Ismihan. Inmiddels was Mehmet tweede vizier, in 1565 werd hij grootvizier.
Hij kreeg onder Süleyman steeds meer macht doordat de sultan hem blindelings vertrouwde. Süleyman paste zelfs de wet aan om de macht van de grootvizier te vergroten.
In 1565 en 1566 vergezelde Mehmet Süleyman tijdens de oorlog met keizer Maximiliaan II. De strijd verliep gunstig voor de Turken, maar tijdens het beleg van Szigetvár stierf Süleyman aan een hartaanval. Mehmet wist de dood van de sultan geheim te houden tot hij prins Selim kon inlichten. Selim verscheen voor de troepen te Belgrado en werd officieel tot sultan Selim II gekroond. De oorlog werd afgesloten in 1568, toen Maximiliaan opnieuw toestemde met het jaarlijks betalen van 30 000 goudstukken aan de sultan.
Minder succesvol verliep een oorlog met de Russen. In 1569 mislukte een poging Astrachan te veroveren en de Osmaanse vloot werd vernietigd in een storm op de Zwarte Zee. In 1570 werd de vrede tussen de sultan en de Russische tsaar Ivan de Verschrikkelijke getekend.
Sultan Selim II liet de regering helemaal over aan zijn grootvizier, zodat Mehmet Sokullu tussen 1565 en 1579 de feitelijke machthebber van het Osmaanse Rijk was. Hij liet de Hidjaz en Jemen veroveren. In de Middellandse Zee werd tevergeefs geprobeerd Malta te veroveren (het Beleg van Malta in 1565), maar Cyprus werd in 1571 op de Venetiërs veroverd. In hetzelfde jaar zou een internationale vloot onder Don Juan van Oostenrijk in de Slag bij Lepanto de Osmaanse vloot vernietigen. Hoewel Mehmet Sokullu de vloot snel liet herbouwen, zou dit op de lange termijn het einde van de Osmaanse overheersing ter zee betekenen. Hij sloot vredesverdragen met Spanje en Venetië en onderhield goede verhoudingen met Frankrijk en Polen.
Nadat Selim II eind 1574 stierf, bleef Mehmet Sokullu grootvizier onder de nieuwe sultan Murat III. Murat was echter een stuk minder blij met de macht van de grootvizier dan zijn vader, en begon Mehmets familieleden en vrienden een voor een uit de weg te ruimen en door zijn eigen mensen te vervangen. De grootvizier werd op 11 oktober 1579 onder geheimzinnige omstandigheden vermoord door een gestoorde derwisj.

## Nalatenschap
Mehmet Sokullu/Sokolović is in legendes en volksverhalen gemythologiseerd op de Balkan. De Serviërs herinneren hem als de man die de Servisch-orthodoxe Kerk herstelde. Nog steeds staan veel gebouwen en bruggen die hij heeft laten aanleggen, zowel op de Balkan als in het Midden-Oosten en Constantinopel (tegenwoordig Istanbul).
De brug die hij in Višegrad liet bouwen is het onderwerp van het boek De brug over de Drina van Ivo Andrić.